# アトバラ
アトバラ（Atbarah,  Atbara, アラビア語: عطبرة）は、スーダンの都市。スーダン北部、ナイル川とアトバラ川の合流点の北東に位置し、ナイル川州の州都である。人口139,264人（2010年推計）。アトバラは海港ポートスーダンと首都ハルツームを結ぶ鉄道上に位置し、ワジハルファへの支線が分岐している鉄道の要衝である。また、スーダン最大のセメント工場がある。

## 歴史
1898年4月8日、スーダンへの再侵攻を目指すイギリスのキッチナー将軍とマフディー軍がアトバラで戦い、英埃軍が勝利を収めた（アトバラの戦い）。これによって英軍は勢いに乗り、半年後のオムドゥルマンの戦いでマフディー国家を滅ぼし、英領スーダンの支配を確立した。

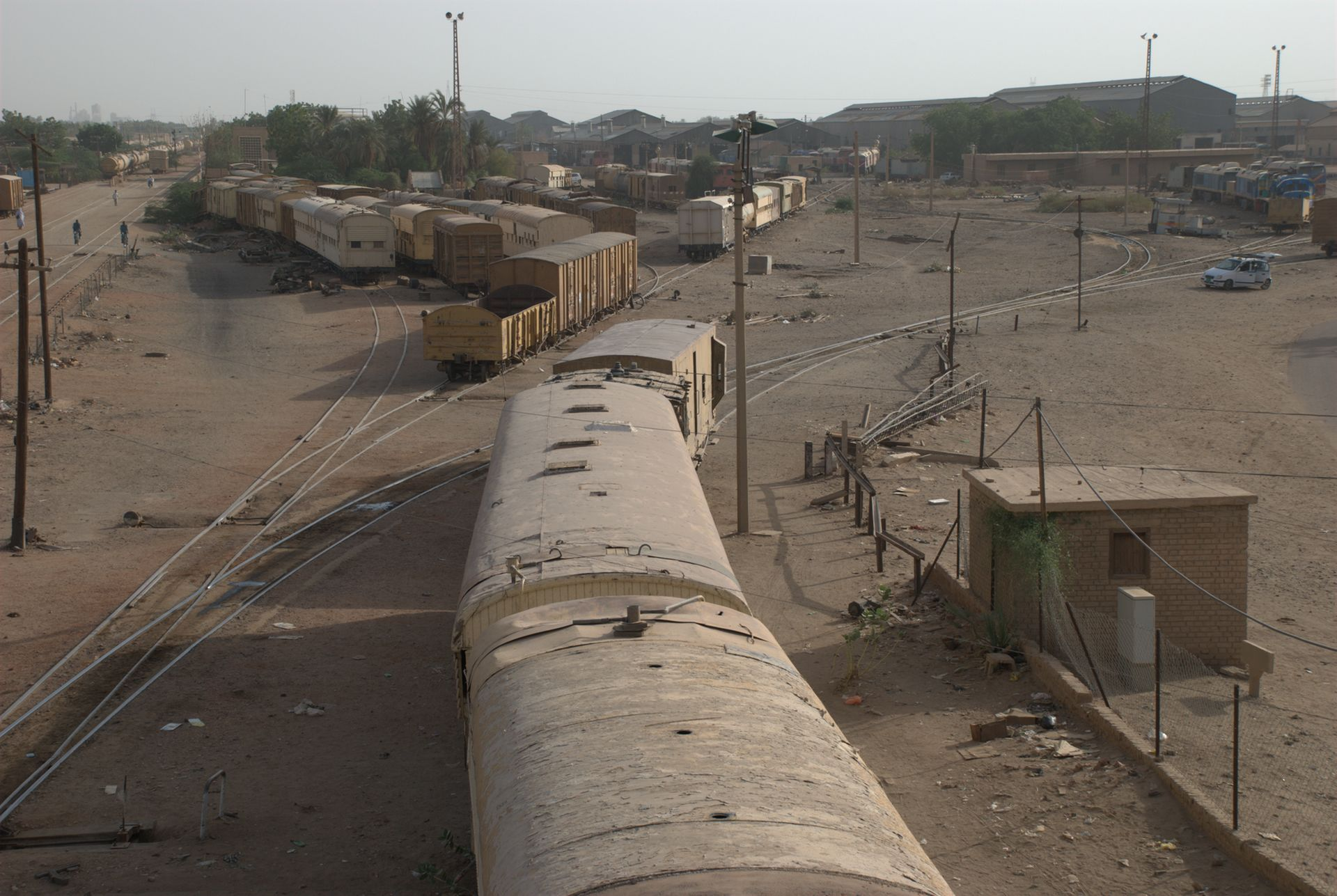
アトバラ駅

1946年には、アトバラの鉄道労働者たちがスーダンではじめての労働組合を結成しストライキを行った。鉄道労組の影響で、アトバラはスーダンにおける共産主義の拠点と看做されている。モハメド・アン＝ヌメイリは資本主義やイスラム主義などに思想的変遷があったが共産主義時代にはアトバラを拠点とした。

## 人口統計
| 年           | 人口    |
| ------------ | ------- |
| 1956         | 36,300  |
| 1973         | 66,116  |
| 1983         | 73,009  |
| 1993         | 87,878  |
| 2007（推計） | 111,399 |
| 2010（推計） | 139,264 |

## 脚註
1. ↑  
   "'Atbarah, or Atbara (The Sudan)" (description),
   Encyclopædia Britannica, 2007, webpage:
   EB-Atbara.
2. ↑  "Atbara", Encyclopedia Britannica, 1911
3. ↑  Winston Churchill, The River War, 2 vols. (1899); abridged ed. Project Gutenberg (1902)
4. ↑  Sudan: largest cities and towns and statistics of their population,  World Gazetteer, Last Update:
2010-01-01.

- "'Atbarah, or Atbara (The Sudan)" (description), Encyclopædia Britannica, 2007, webpage: EB-Atbara.